# Je t'aime, je t'aime chérie
Je t’aime, je t’aime chérie is een single van James Lloyd. Lloyd gaf plaatjes uit in allerlei talen en zo kwam het dat het op het oog Franstalige Je t’aime een Engelstalige B-kant kreeg. Je t’aime is echter grotendeels in het Engels gezongen, het Frans dient alleen als toevoeging voor de romantiek, Je t’aime werd dan ook op zijn Engels uitgesproken. Het liedje is geschreven als wals.
De accordeon werd waarschijnlijk bespeeld door Rembert de Smet met wie hij ook de volgende single maakte, wellicht is hij dan ook de muziekproducent. Orkestratie was van Freddy Sunder.

## Hitnotering
Je t’aime verkocht niet goed in Nederland, het haalde de beide hitparades niet.

### BelgischeBRT Top 30
In België verkocht het stukken beter.
| Hitnotering: 16-2-1974 t/m 10-5-1974 | Hitnotering: 16-2-1974 t/m 10-5-1974 | Hitnotering: 16-2-1974 t/m 10-5-1974 | Hitnotering: 16-2-1974 t/m 10-5-1974 | Hitnotering: 16-2-1974 t/m 10-5-1974 | Hitnotering: 16-2-1974 t/m 10-5-1974 | Hitnotering: 16-2-1974 t/m 10-5-1974 | Hitnotering: 16-2-1974 t/m 10-5-1974 | Hitnotering: 16-2-1974 t/m 10-5-1974 | Hitnotering: 16-2-1974 t/m 10-5-1974 | Hitnotering: 16-2-1974 t/m 10-5-1974 | Hitnotering: 16-2-1974 t/m 10-5-1974 | Hitnotering: 16-2-1974 t/m 10-5-1974 | Hitnotering: 16-2-1974 t/m 10-5-1974 |
| Week:                                | 1                                    | 2                                    | 3                                    | 4                                    | 5                                    | 6                                    | 7                                    | 8                                    | 9                                    | 10                                   | 11                                   | 12                                   |                                      |
| ------------------------------------ | ------------------------------------ | ------------------------------------ | ------------------------------------ | ------------------------------------ | ------------------------------------ | ------------------------------------ | ------------------------------------ | ------------------------------------ | ------------------------------------ | ------------------------------------ | ------------------------------------ | ------------------------------------ | ------------------------------------ |
| Positie:                             | 26                                   | 22                                   | 17                                   | 7                                    | 6                                    | 5                                    | 7                                    | 6                                    | 20                                   | 16                                   | 27                                   | 22                                   | uit                                  |